# Don't Sit Down 'Cause I've Moved Your Chair
Don't Sit Down 'Cause I've Moved Your Chair is een nummer van de Britse rockband Arctic Monkeys uit 2011. Het is de eerste single van hun vierde studioalbum Suck It and See.

## Achtergrondinformatie
De inspiratie voor het nummer kwam toen frontman Alex Turner letterlijk iemands stoel had verplaatst, en zei: "Don't sit down, 'cause I've moved your chair" ("Niet zitten, want ik heb je stoel verplaatst"). Producer James Ford, die ook in de studio was, zei dat die zin klonk als de titel van een jaren '60-plaat. Hierop werd besloten de Arctic Monkeys om een nummer te maken met deze titel. 
"Don't Sit Down 'Cause I've Moved Your Chair" werd een bescheiden hit in het Verenigd Koninkrijk, waar het de 28e positie bereikte. De Nederlandse Top 40 of Tipparade werd niet bereikt, wel haalde de plaat een 55e positie in de Nederlandse Single Top 100. In de Vlaamse Ultratop 50 bereikte het nummer de 50e positie.

## Tracklijst
- Cd-single

1. "Don't Sit Down 'Cause I've Moved Your Chair" - 3:06

- 7"

1. "Don't Sit Down 'Cause I've Moved Your Chair" - 3:04
2. "Brick by Brick" - 2:58